# 石阡府
石阡府，明朝时设置的府。

石阡府在贵州省的位置（1820年）

本思州宣慰司地。明永樂十一年二月置石阡府 。領縣一，長官司三：龍泉縣、石阡長官司、苗民長官司、葛彰葛商長官司。清代為簡。舊隸糧儲道。順治初，沿明制。康熙中，省葛彰、苗民。雍正中，省石阡副司。領縣一：龍泉縣。

## 延伸阅读
[在维基数据编辑]
 《欽定古今圖書集成·方輿彙編·職方典·石阡府部》，出自陈梦雷《古今圖書集成》